# Sebasto
Sebasto (em grego: σεβαστός; romaniz.: sebastos; "venerável") foi um título honorífico usados pelos gregos bizantinos como equivalente para o título imperial romano de Augusto. A partir do final do século XI em diante, durante o período Comneno, ele e suas variantes derivadas dele como sebastocrator, protosebasto e panipersebasto, formaram a base de um novo sistema de títulos da corte do Império Bizantino. A forma feminina do título foi sebasta (em grego: σεβαστή).

## Sebasto
O termo foi usado no Oriente helenístico como honorífico para os imperadores romanos do século I em diante. Esta associação também foi transitada para a nomeação de cidades em honra do imperador romano, tal como Sebaste, Sebasteia e Sebastópolis. Seguindo a adoção do termo basileu como o principal título imperial no século VII, o epiteto caiu em desuso, mas foi revivido em meados do século XI pelo imperador Constantino IX Monômaco (r. 1042–1255) para sua amante Maria Esclerena. Depois disso, o título começou a ser conferido a membros da nobreza favorecidos pelo imperador bizantino, incluindo Pancrácio IV da Geórgia, Jorge II da Geórgia e o futuro imperador Aleixo I Comneno (r. 1081–1118).
Quando o último assumiu o trono bizantino em 1081, ele começou a reorganizar o antigo sistema de dignidades cortesãs, com o sebasto como a base para os novos títulos, que sinalizaram primariamente a proximidade do relacionamento familiar de seus titulares com o imperador bizantino. Este uso do sebasto imperial definiu a família imperial distante do topo da hierarquia imperial, marcando-os, nas palavras do historiador Paul Magdalino, "parceiros em, ao invés de executivos da, autoridade imperial". No contexto, é interessante notar que o estudiosos L. Stiernon calculou que mais de 90 % dos sebastos pertenciam a reinante família Comneno.
No século XII, os sebastos foram divididos em dois grupos: os sebastos simples e os sebastos gambros (sebastoi gambroi). Os últimos foram membros de várias famílias aristocráticas ligadas ao imperador bizantino via casamento de seus parentes femininos (gambro significa "genro" em grego). Os gambros assim formaram a camada superior da classe dos sebastos. O título foi também conferido para governantes estrangeiros, e espalhou-se para Estados vizinhos sob influência bizantina como Bulgária, onde um sebasto foi o chefe de um distrito administrativo, e Sérvia, onde o título foi empregado por vários oficiais. No Império Bizantino o título perdeu sua proeminência no final do século XII, e nos séculos seguintes o sebasto foi um título reservado para comandantes de unidades étnicas.